# Euphorbia bolusii
Euphorbia bolusii ist eine Pflanzenart aus der Gattung Wolfsmilch (Euphorbia) in der Familie der Wolfsmilchgewächse (Euphorbiaceae).

## Beschreibung
Der Wuchs der sukkulente Euphorbia bolusii ist nicht bekannt, es wird eine zwergige oder medusenähnliche Form vermutet. Es werden in Felder gemusterte Triebe bis 6 Zentimeter Länge und 10 bis 13 Millimeter Durchmesser ausgebildet. Die Felder entstehen durch hervortretende und schief verlängerte Warzen, die bis 8 Millimeter lang und 3 Millimeter breit werden.
Der Blütenstand besteht aus einzelnen Cymen, die an der Triebspitze erscheinen und sich an einem 12 bis 25 Millimeter langen Stiel befinden. An dem Stiel stehen vier Tragblätter, die sich verhärten und langlebig sind. Die Cyathien werden 9 Millimeter groß. Die 3,5 Millimeter langen und 5 Millimeter breiten Nektardrüsen besitzen am Rand vier bis sechs 1,5 Millimeter lange Anhängsel, die jeweils in zwei Spalten aufgeteilt und weißlich gefärbt sind. Der Fruchtknoten ist sitzend.

## Verbreitung und Systematik
Euphorbia bolusii ist in Südafrika in der Provinz Mpumalanga verbreitet. Der Typfundort wird angezweifelt.
Euphorbia bolusii gehört zur Sektion Anthacanthae der Untergattung Athymalus. Die Erstbeschreibung der Art erfolgte 1915 durch Nicholas Edward Brown.
Es wird bei dieser Art ein Synonym zu Euphorbia tuberculata vermutet. Peter V. Bruyns behandelte die Art 2012 als Synonym von Euphorbia caput-medusae.